# Теннер, Джон (мемуарист)
Джон Те́ннер (англ. John Tanner; 1780[…], Кентукки — 1846[…]) — американский писатель, мемуарист.

## Биография
Джон Теннер, сын сельского священника, выходца из Виргинии, поселившегося в Кентукки на берегу Огайо, недалеко от устья Биг-Майами, девятилетним мальчиком был похищен индейцами племени шауни. Это случилось, как пишет сам Теннер, «по-видимому, около 1789 года». Пленник был формально усыновлен индейской семьёй и прожил среди индейцев — сначала шауни, потом оттава, а затем оджибве — в общей сложности около 30 лет. За это время Теннер забыл и родной язык и своё английское имя, полностью усвоив традиции и нравы индейцев, их миропонимание и суеверия. Однако, во взрослом возрасте Теннер принял решение снова вернуться к белым.
После своего возвращения, Теннер, благодаря помощи американского натуралиста и исследователя доктора Эдвина Джемса, написал и опубликовал книгу воспоминаний «Рассказ о похищении и приключениях Джона Теннера во время тридцатилетнего пребывания среди индейцев» (англ. «A Narrative of the Captivity and Adventures of John Tanner during Thirty Years Residence Among the Indians», 1830), в которой подробно описывается быт индейцев.
После этого Теннер работал переводчиком в компании, занимавшейся заготовкой пушнины вплоть до 1846 года, после чего исчез при таинственных обстоятельствах.

## Книга
Повесть Джона Теннера — правдивый, насыщенный драматическими событиями рассказ о жизни и приключениях человека, который в конце XVIII века, девятилетним мальчиком был похищен североамериканскими индейцами.
Из этой книги, глубоко взволновавшей в своё время русского поэта А. С. Пушкина, читатель узнает о тяжелой борьбе за существование индейских охотников-звероловов, об окружающей их суровой природе, о нравах, обычаях и верованиях этих людей.
Потрясенный историей Теннера, Пушкин написал статью о книге, в которой отмечает её натуральность и драгоценность:

В Нью-Йорке недавно изданы «Записки Джона Теннера», проведшего тридцать лет в пустынях Северной Америки, между дикими её обитателями. Эти «Записки» драгоценны во всех отношениях. Они самый полный и, вероятно, последний документ бытия народа, коего скоро не останется и следов. Летописи племен безграмотных, они разливают истинный свет на то, что некоторые философы называют естественным состоянием человека; показания простодушные и бесстрастные, они наконец будут свидетельствовать перед светом о средствах, которые Американские Штаты употребляли в XIX столетии к распространению своего владычества и христианской цивилизации. Достоверность сих «Записок» не подлежит никакому сомнению.